# Okulárkihuzat

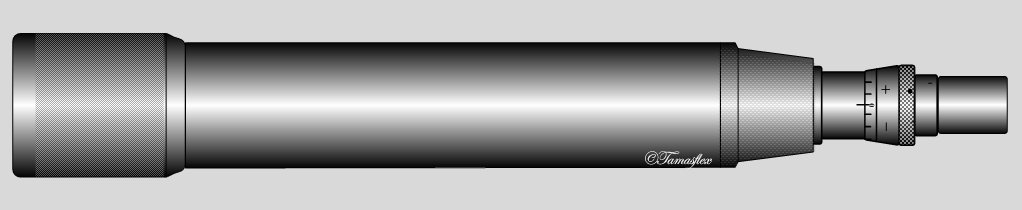
Helikális kihuzattal ellátott távcső

Az okulárkihuzat (röviden: kihuzat) a csillagászati távcsövek egyik alkatrésze. Feladata az okulár rögzítése oly módon, hogy az mozgatható legyen, lehetővé téve a fókuszálást. A fókuszálás során az okulár és az objektív közötti távolságot kell változtatni. Ehhez az szükséges, hogy az okulárt az optikai tengely mentén lehetőleg valamilyen áttétel vagy finommozgató mechanizmus segítségével elmozdítsuk az objektívhez közelítve vagy attól távolítva.

## Az okulárkihuzat felépítése, működése
A kihuzat a távcső okulár felőli végén helyezkedik el. (Amerről belenézünk a távcsőbe)
Fő részei: A távcsőtubushoz illeszkedő rögzítőperem, az okulárt tartó csőtoldat, az ezt megvezető vezetőcső, az okulárt rögzítő perem és a finommozgató áttétel.

## Az okulárkihuzatok főbb típusai
- Fogasléces kihuzat

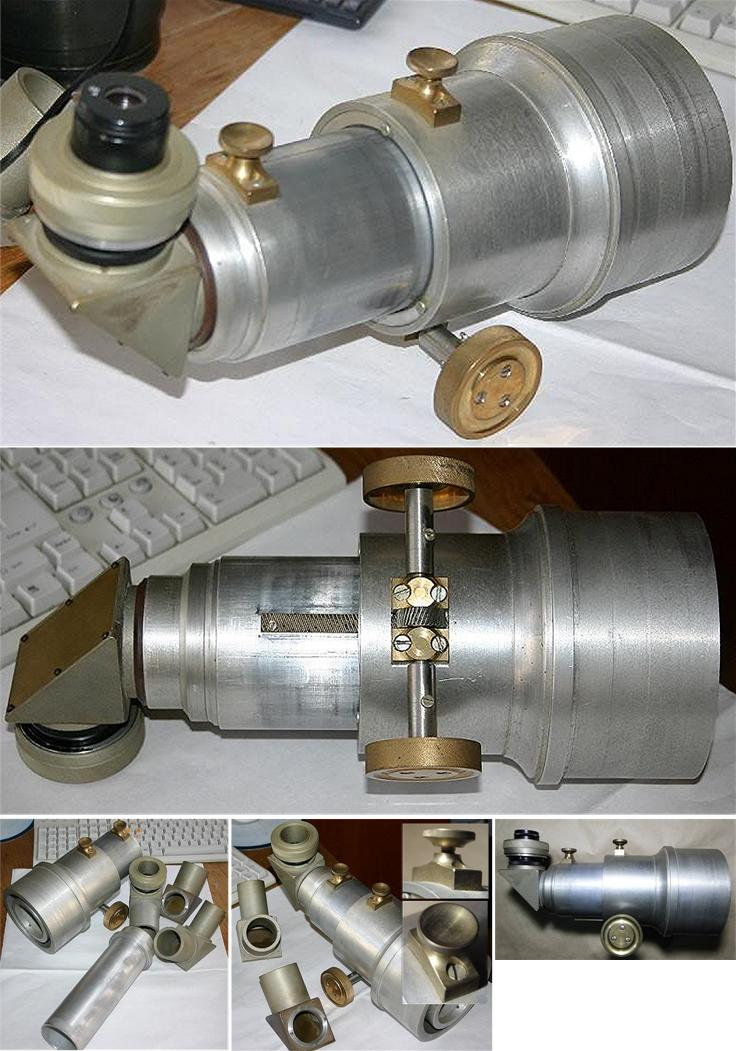
Fogasléces kihuzat

Az okulár hosszanti mozgatása egy fogasléc – fogaskerék áttétellel történik. Ez a manapság legelterjedtebb, és egyben viszonylag olcsó megoldás. Hátránya a fogaskerék és a fogasléc között levő foghézag, ami kismértékű holtjátékot eredményez, ezért pontatlanabb a másik két típusnál.
- Helikális kihuzat

Rövid fényutú kihuzatok jellegzetes típusa. A fókuszálás az okulárcső elforgatásával, csavarmenet segítségével történik.
- Crayford-kihuzat

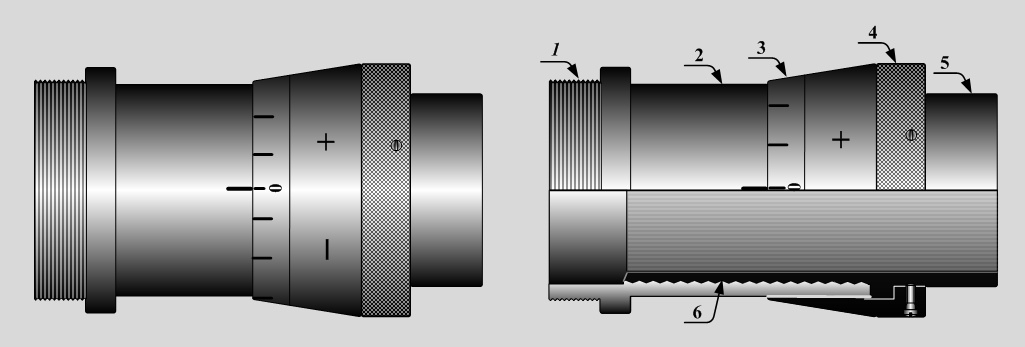
Helikális kihuzat
1 - Rögzítőmenet
2 - Kihuzattest
3 - Dioptriagyűrű (+ - 5 dpt)
4 - Élességállító gyűrű
5 - Okulárcső - amelybe különböző parafokális gyújtótávolságú okulárokat lehet becsúsztatni
6 - 2-3 (vagy több) bekezdésű csavarmenet

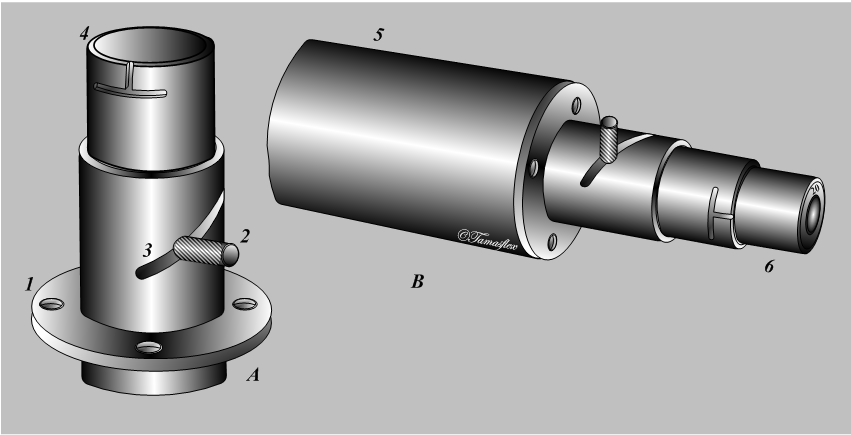
Egyszerű helikális kihuzat - a 2 kar előre-hátra mozgatásával lehet az élességet beállítani.
A rajz
1 - Kihuzattest
2 - Élességállító kar
3 - Kényszerpálya
4 - Okulárcső
B rajz
5 - Távcsőtubus
6 - Okulár

Az áttétel ebben az esetben dörzshajtás útján történik, amely holtjátékmentes és pontos pozicionálást tesz lehetővé.

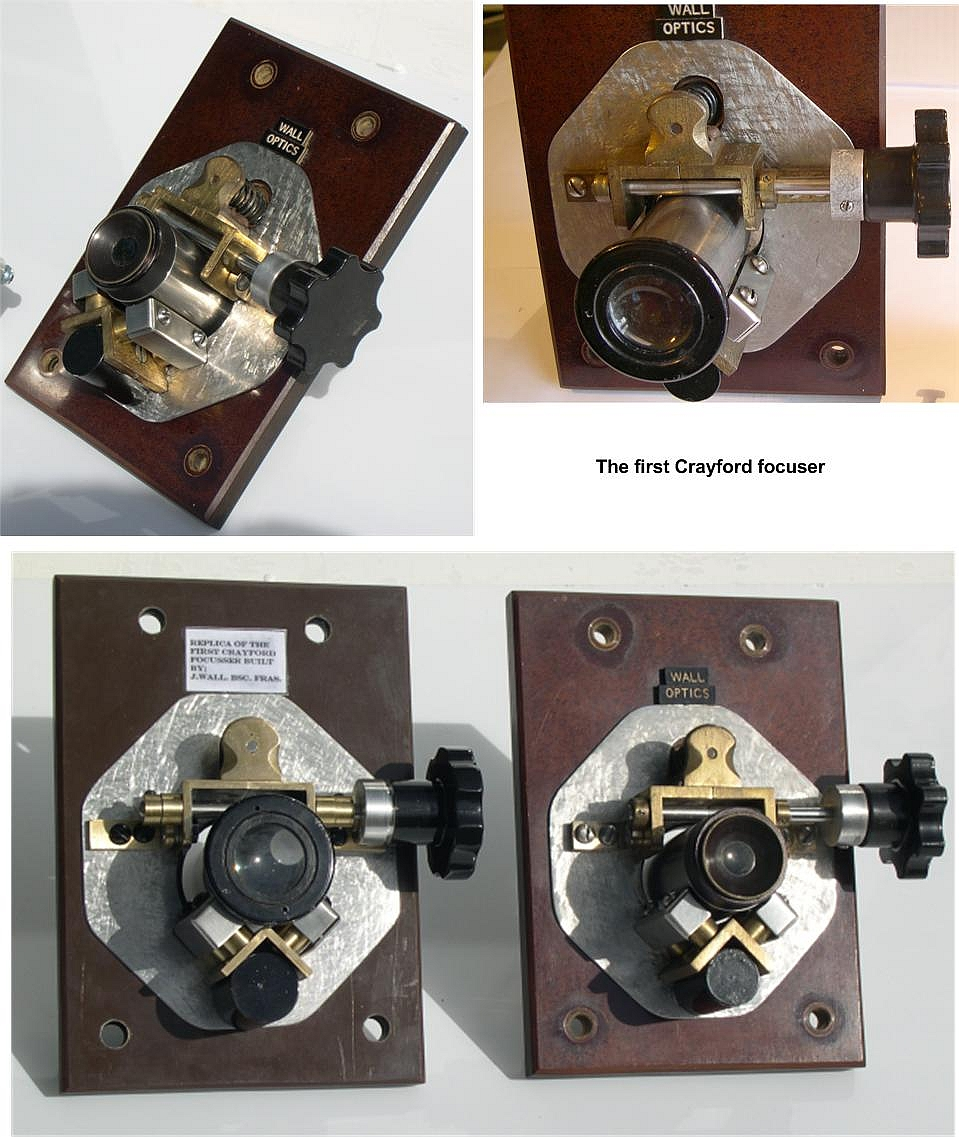
Az első Crayford-kihuzat (1969)
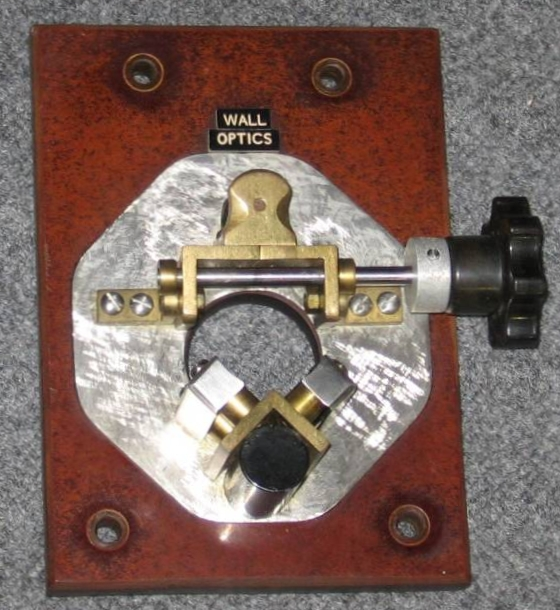
Crayford-kihuzat, melyen látható az eredeti mechanikai megoldás
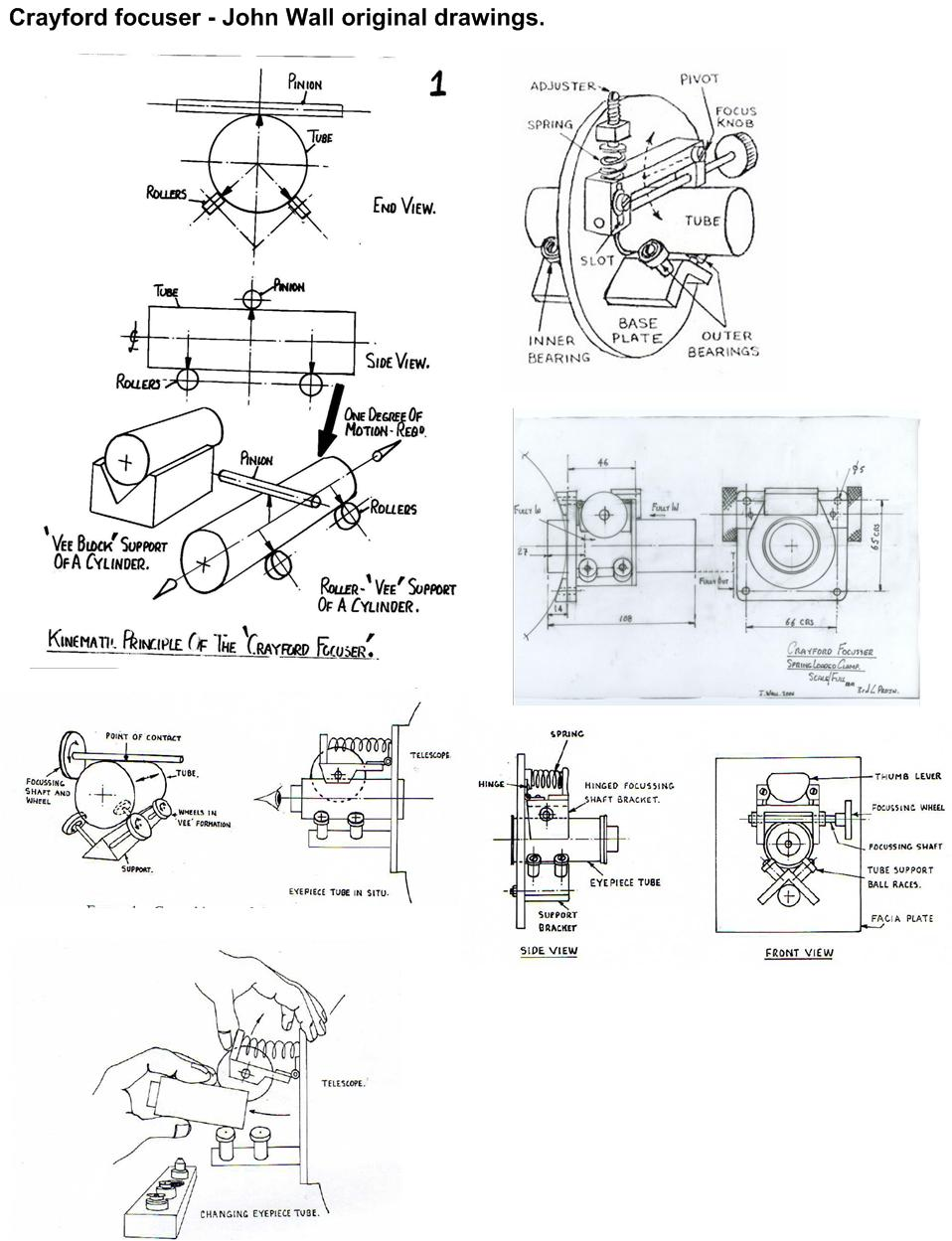
Crayford-kihuzat rajzai (John Wall eredeti rajzai)
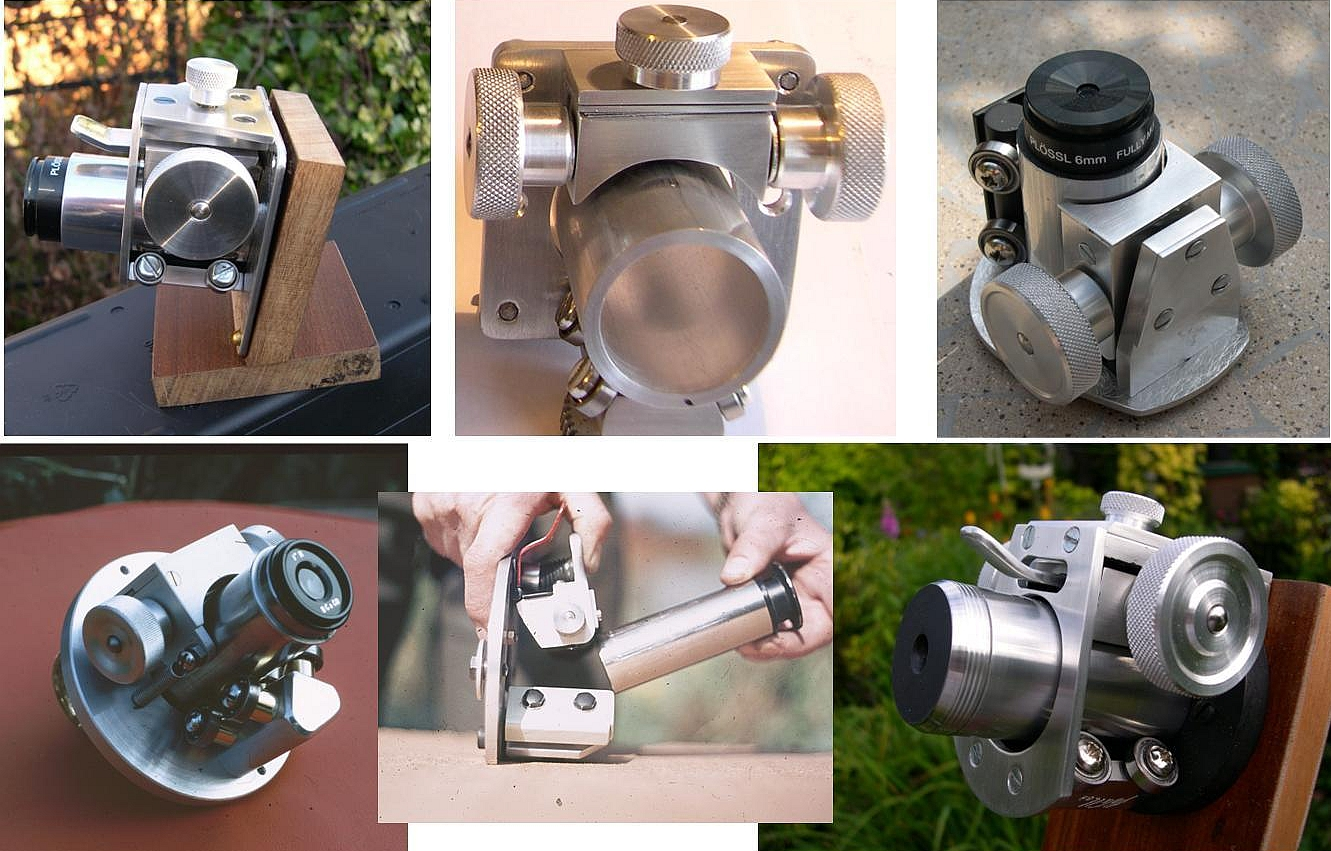
Crayford-kihuzatok [halott link]
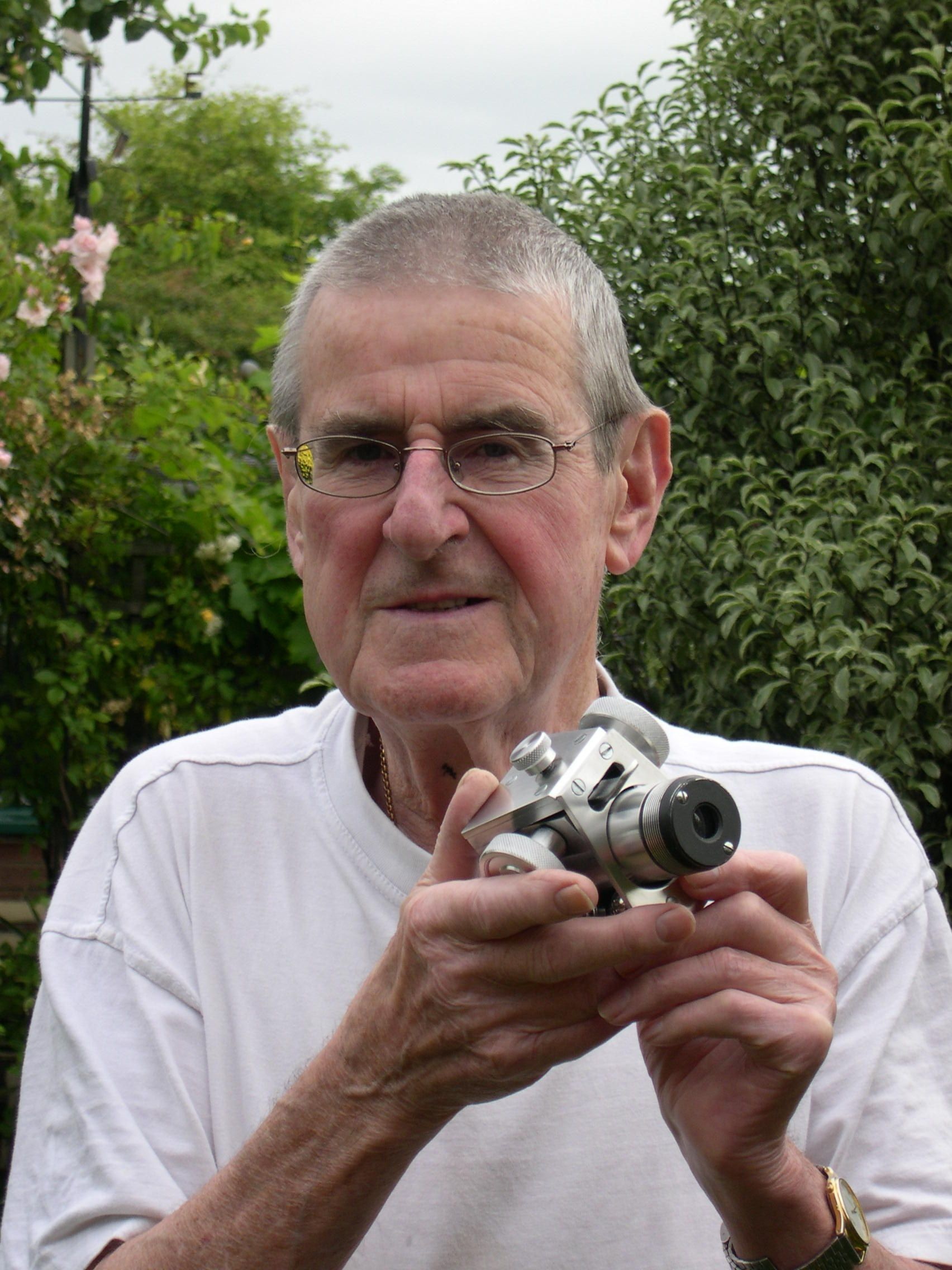
John Wall (szócikke az angol nyelvű Wikipédián), a Crayford-kihuzat feltalálója